# Ньюсон, Марк
Марк Ньюсон (англ. Marc Newson; 1963, Сидней, Австралия, живёт в Лондоне с 1997, имеет дом и студию в Париже) — успешный современный промышленный дизайнер, который работает в области авиастроения, дизайна мебели и товаров, ювелирных украшений, одежды. Он использует стиль дизайна, известный как биоморфизм, для создания красивых и эргономичных вещей. Этот стиль включает плавные текучие линии, полупрозрачность, прозрачность, отсутствие острых углов, использование высокотехнологичных материалов.
В 2005 Марк Ньюсон был включен журналом TIME в список 100 наиболее влиятельных людей года.

## Биография
Марк Ньюсон родился в Сиднее, Австралия, 20 октября 1963 года. Провел детство путешествуя по Европе и Азии, изучал ювелирное дело и скульптуру в Сиднейском колледже искусств. Он начал экспериментировать с дизайном мебели будучи студентом, после окончания обучения в 1984 получил грант от Австралийского совета ремесел и устроил выставку в галерее Roslyn Oxley в Сиднее.
В 1987 Ньюсон переехал в Токио, где жил и работал до 1991, создав такие работы как «Orgone Lounge», «Black Hole Table» и «Felt Chair», которые широко выставлялись в Азии и Европе. Ньюсон организовал студию в Париже в 1991, выиграл ряд заказов от престижных европейских производителей, включая Flos (свет), Cappellini и Moroso (мебель). Он создал совместное предприятие, компанию по производству часов «Ikepod», для производства часов собственного дизайна и создания ограниченных тиражей мебели из алюминия, включая «Event Horizon Table» и «Orgone Chair», выставленных в Галерее Kreo в Париже, собственник которой, Didier Krzentowski, является ведущим экспертом по работам Ньюсона. На протяжении середины и конца 1990-х Ньюсон также разработал дизайн для ряда ресторанов: «Coast» в Лондоне, манчестерский «Mash & Air», «Osman» в Кёльне и «Canteen» на Манхэттене, а также интерьер токийской студии записи «Syn» и розничную систему для марки одежды W.&L.T. бельгийского дизайнера Walter Von Beirendonck.
В 1997 Ньюсон переехал в Лондон, где организовал Marc Newson Ltd — большую студию, способную решать более амбициозные промышленные задачи. С того времени он разработал посуду для «Iittala», аксессуары для ванной и кухни для «Alessi», мебель, светильники и бытовые предметы для «Magis», «B&B Italia», «Idée» и «Dupont Corian». Ньюсон также создал дизайн транспортных средств, таких как велосипед MN01 для Biomega, концепт-кар 021C для Ford, интерьер частного самолета Falcon 900B. В 2002—2003 он разработал дизайн ресторана Lever House Restaurant в знаменитом здании Lever House на Манхэттене, Нью-Йорк, сиденье бизнес-класса Skybed для Qantas, линию посуды для Tefal и линию для ванных комнат The Newson Suite для Ideal Standard. Он открыл вторую студию в Париже.
В 2004—2005 Ньюсон получил заказ от Qantas Airways на дизайн интерьера нового самолета A380 и залов аэропорта в Сиднее и Мельбурне. Он разработал Talby, мобильный телефон, для японской KDDI, униформу для австралийской олимпийской сборной (в сотрудничестве с Richard Allan), коллекцию одежды для G-Star и Scope, линию багажа для Samsonite. Он разработал дизайн бара и шестого этажа отеля Puerta America в Мадриде.
В 2006 Ньюсон был назначен креативным директором Qantas Airways, продолжает работать над интерьерами A380 и залами аэропортов. Он разработал дизайн ювелирного магазина Marie-Hélène de Taillac (MHT) в Токио и дизайн бутика Azzedine Alaia в Париже. Он создал ограниченную серию контейнеров для шампанского для Dom Pérignon. Был награждён премией «Дизайнер года» на Design/Miami.
В 2007 состоялось открытие разработанных Ньюсоном залов первого класса в аэропортах Сиднея и Мельбурна, а также шаттла, созданного для EADS Astrium.
Ньюсон получил множество наград, включая шесть Good Design Awards от Chicago Atheneum. Он создал Bucky, скульптурную инсталляцию для Фонда Картье в Париже в 1995, большая ретроспектива его работ прошла в Powerhouse Museum в Сиднее (2001—2002).
В 2003 Ньюсон получил заказ от Фонда Картье создать произведение по собственному выбору. Результатом стал Kelvin40, концептуальный самолет, выставленный в Фонде Картье в 2004 и показанный на первой большой европейской ретроспективе Ньюсона (2004—2005).
Выставка новых произведений Ньюсона была показана в Галерее Гагосяна в Нью-Йорке в 2007.
Работы Ньюсона представлены в большинстве постоянных музейных коллекций, включая Музей современного искусства в Нью-Йорке, Лондонский музей дизайна, Центр Помпиду и Vitra Design Museum.
Ньюсон является профессором дизайна Сиднейского колледжа искусств, в Великобритании он был назначен «королевским дизайнером».